# Lilioceris schneideri
Espèce
Lilioceris schneideri est une espèce d’insectes coléoptères de la famille des Chrysomelidae, de la sous-famille des  Criocerinae.